# Pavillon de l'Idaho (1893)
Le pavillon de l'Idaho était une construction en rondins de conception rustique conçue par l'architecte Kirtland Cutter pour l'Exposition universelle de 1893 (World's Columbian Exposition) à Chicago. C'était une attraction populaire, visitée par environ 18 millions de personnes. La conception et l'aménagement intérieur du bâtiment ont été un précurseur majeur du mouvement Arts and Crafts. La structure se trouvait à l'extrême nord de Jackson Park, à plus d'un kilomètre et demi du Forestry Building, auquel elle faisait référence.

## Construction
Elle a été construite entièrement à partir de matériaux indigènes, consistant en une maison en rondins reposant sur une fondation ou un sous-sol de lave et de roches basaltiques. Les bois de construction étaient de jeunes arbres de cèdre, rembourrés et teints pour feindre les effets de l’âge. Des milliers de rondins ont soutenu un toit en saillie.
Les sollicitations du vent, sur le toit ont été contenues par de lourdes roches et ont résisté au grand coup de vent de Chicago. L'entrée en pierre voûtée, sur la photo, donnait sur une grande pièce au bout de laquelle se trouvait une cheminée en bois avec un manteau en bois. Les escaliers menaient au deuxième étage, où les fenêtres étaient recouvertes de mica. Cet étage était divisé en logements pour hommes et femmes. Chaque chambre était décorée dans le but de rappeler des scènes d’exploitation minière aux personnes expérimentées qui devraient entrer. La cheminée des hommes était faite de pierre de lave et les chenets étaient faits de pièges à ours et de lances à poisson, tandis que des flèches, des lances, des tomahawks et d'autres instruments amérindiens figuraient dans le mobilier.
Il a ensuite été acheté pour servir de résidence d'été près d'un complexe hôtelier du Nord.
Les dessins de meubles pour l'Idaho Building sont archivés à l'Idaho State Historical Society à Boise dans l'Idaho.